# Akne
Akne, mozolji ali mozoljavost je bolezen kože s spremembami, predvsem v obliki papul in pustul, na obrazu, prsih in hrbtu, ki se pojavlja zlasti v času pubertete zaradi roženenja in vnetja izvodil lojnic. Za nastanek sta pomembna dedna (genetska) občutljivost na izločanje loja (seborejo) ter predvsem moški (androgeni) spolni hormoni. Zdravljenje zajema topične (površinske, lokalne) in sistemske preparate, ki delujejo tako, da zmanjšajo izločanje loja ter vnetje in normalizirajo poroženevanje (keratinizacijo) kože.

## Patofiziologija
Akne nastanejo, ko se lojnice zamašijo s čepki iz loja in odluščenih celic kože (keratinocitov). Čepki ovirajo iztekanje loja in lasni mešički se izbočijo. Tako nastanejo komedoni (ogrci). V zamašene lojnice se naselijo bakterije (Propionibacterium acnes), ki so sicer del normalne kožne flore. Izgled aken je odvisen od tega, ali P. acnes sproži vnetje v lasnem mešičku ali ne; akne so torej lahko vnetne ali nevnetne.
Komedoni so primer nevnetnih aken. Nastanejo, ker se izvodilo lojnice zamaši, loj se ne more izločati in se zato kopiči v lasnem mešičku. Komedoni so lahko odprti ali zaprti, odvisno od tega, ali je izvodilo lasnega mešička razširjeno ali zaprto.
Primeri vnetih aken so papule, pustule, noduli in ciste.
Papule nastanejo, ko posebni encimi (lipaze), ki jih izloča P. acnes razgradijo maščobe na proste maščobne kisline (PMK). Te proste maščobne kisline dražijo steno lasnih mešičkov in sprožijo vnetje. 

Pustule nastanejo, ko bakterija povzroči vnetje v celotnem lasnem mešičku. 

Noduli in ciste pa so posledica razpoka lasnih mešičkov v okolico in s tem širjenja vnetja na okolno tkivo. Mešički lahko počijo sami od sebe zaradi vnetja, lahko pa počijo zaradi fizične manipulacije (kot je stiskanje) ali grobega drgnjenja.

## Razvrščanje
Večinoma literatura deli akne glede na morfološke značilnosti ali pa glede na jakost izraženih znakov (blage, srednje močne, močne akne).
Glede na morfološke značilnosti lahko akne delimo na:
- acne comedonica (komedonske akne),
- acne papulopustulosa,
- acne phlegmonosa,
- acne conglobata,
- acne keloidea,
- acne excoriata,
- acne inversa ali hidradenitis suppurativa,
- acne fulminans.

## Etiologija
Najpogostejši sprožilec nastanka aken je puberteta. V tem obdobju se namreč poveča izločanje spolnih hormonov. Moški spolni hormoni, kot sta testosteron in dihidrotestosteron (nastane iz testosterona), povečajo izločanje loja in spodbudijo rast keratinocitov (celic v koži, ki tvorijo povrhnjo, roženo plast). Nastanek aken lahko sprožijo tudi drugi dejavniki, kot so hormonske spremembe med nosečnostjo ali tekom menstruacijskega cikla, določena kozmetika, čistilna sredstva, vlaga in potenje. Povezave med aknami ter prehrano (npr. čokolada), nezadostnim umivanjem obraza ali masturbacijo in seksom so nedokazane. Nekatere študije pa raziskujejo povezavo z mlekom in mlečnimi izdelki. Izgled aken se lahko v poletnih mesecih izboljša, saj sončna svetloba deluje protivnetno. 
Vzroke za nastanek aken lahko najdemo tudi pri določenih zdravilih (kortikosteroidi, kontracepcijska zdravila…), psihični stres, neprimerna kozmetika (mastne kreme, ki zapirajo pore), nezdrav način življenja, tudi preveč agresivna čistilna sredstva. K nagnjenosti za nastanek aken pa lahko svoje prispeva tudi genetika.

## Simptomi in znaki
Cistične akne so lahko boleče, ostale oblike pa ne povzročajo fizičnih simptomov. So pa akne lahko izvor čustvenega stresa in nezadovoljstva.
Komedoni se pojavljajo v zaprti ali odprti obliki. Zaprti komedoni so kot 1–3 mm velike bunkice kožne ali belkaste barve. Odprti komedoni (ogrci) so po videzu podobni zaprtim, le da so na sredini temneje obarvani.

Papule in pustule so rdeče bunke velike 2–5 mm. Pri obeh oblikah sprememb je epitelij (plast celic) mešičkov poškodovan zaradi kopičenja celic imunskega sistema (nevtrofilcev in limfocitov). Ko epitelij poči vsebina komedonov sproži buren imunski odziv v koži (natančneje dermisu, usnjici). Če je vnetje globoko, nastanejo papule, če pa je bolj na površini, nastanejo pustule.

Noduli so večji, globlji in trši kot papule. Spominjajo na vnete epidermoidne ciste, čeprav nimajo prave cistične strukture.

Ciste so gnojni vozliči. Redko se lahko tudi okužijo in tvorijo abscese (ognojke). Dolgotrajne cistične akne povzročajo brazgotinjenje, kar izgleda kot majhne globoke vdrtinice, večje vdrtine ali hipertrofične brazgotine na površini kože.

Acne conglobata so najhujša oblika aken, ki pogosteje prizadene moške kot ženske. Pojavljajo se abscesi (ognojki), drenirajoči sinusi, fistulirani komedoni ter keloidne in atrofične brazgotine. Hudo sta prizadeta tudi hrbet in prsni koš. Prizadeti pa so lahko tudi trebuh, roke in celo lasišče.

Acne fulminans so akutna vročinska oblika aken, za katero je značilno nenaden nastanek zlitih (združenih) ognojkov kar privede do hemoragične nekroze (odmrtja tkiva). Prisotno je lahko povečano število levkocitov (levkocitoza) ter boleči in otekli sklepi.

Pioderma faciale (tudi rosacea fulminans) se pojavi nenadno na sredini obraza pri mladih ženskah. Lahko da je analogna acnam fulminans. Pride do eritematoznih plakov in pustul, ki se pojavljajo na bradi, licih in čelu.

Acne neonatorum so oblika aken, ki jih vidimo pri novorojenčku. Nastanejo zaradi prehajanja materinih spolnih hormonov skozi posteljico v otrokovo kri. Izginejo v prvem letu starosti.

## Diagnoza in diferencialna diagnoza
Diagnoza se postavi s pregledom in z ocenitvijo dejavnikov tveganja (hormoni, mehanski dejavniki, zdravila). Določiti je treba tudi resnost bolezni in psiho-socialne učinke. Stopnjo resnosti ocenimo glede na število in vrsto sprememb na blago, zmerno in hudo aknavost.
Pri pregledu je treba pomisliti še na rosaceo (pri kateri se tudi pojavljajo komedoni), s kortikosteroidi povzročene akne (pri katerih ni komedonov in pri kateri so pustule v istem stadiju razvoja), perioralni dermatitis (spremembe so bolj okrog ust in oči) in na izpuščaje zaradi zdravil.

## Prognoza
Akne vseh stopenj po navadi spontano izginejo do sredine 20. let. Manjša skupina prizadetih, po navadi ženske, pa lahko ima akne vse do 40 let. Pri njih so možnosti zdravljenja lahko omejene zaradi nosečnosti. Veliko odraslih občasno razvije blage, izolirane aknaste spremembe. Nevnete in blage akne se po navadi zacelijo brez brazgotin. Zmerne do hude vnete akne pa pogosto puščajo brazgotine, ki pa niso vedno samo fizične; akne lahko predstavljajo velik čustven stres za mladostnike, ki se lahko umaknejo vase. Pri hujših primerih je zato lahko treba podporno svetovanje za pacienta in njegove starše.

## Zdravljenje
Zdravljenje je odvisno od izgleda aken ter spola in starosti bolnika. Za blažje oblike je dovolj lokalno, za hujše pa je nujno sistemsko zdravljenje. Kožo je treba umivati z mlačno vodo in nevtralnimi mili. Svetuje se tudi dieta, bogata z vitamini, brez začimb in maščob. 

Z lokalno terapijo odstranjujemo maščobni sloj s kože, preprečujemo zapiranje izvodil lasnih mešičkov, nastajanje novih komedonov in blažimo vnetje. Uporabljamo komedolitična sredstva, ki povzročajo luščenje kože. To so benzoil peroksid, azelainska kislina (Skinoren), salicilna kislina in retinoidi (tretinoin, izotretinoin...). Antimikrobni (protibakterijski) lokalni preparati vsebujujejo klindamicin, eritromicin ali tetracikline. Po uporabi benzoil peroksida, retinoidov in tetraciklinov je treba izogibanje UV svetlobi (soncu). Za sistemsko zdravljenje se uporabljajo retinoidi in tetraciklini ali makrolidi. Retinoidi so teratogeni, zato jih pri ženskah v rodnem obdobju lahko uporabljamo le ob hkratni in zanesljivi kontracepciji.

Komedone zdravimo topikalno (površinsko) s tretinoinom. Blage vnete akne zdravimo topikalno z antibiotiki in/ali z benzoil peroxidom. Zmerne akne zdravimo z oralnimi antibiotiki, hude z oralnim izotretinoinom, cistične pa z dajanjem triamcinolona v ciste. Odprte komedone mehanično odstranimo. S parno kopeljo kožo predhodno omehčamo, nato jih mehanično iztisnemo. Izboljšamo lahko tudi videz brazgotin; manjše brazgotine s kemičnim luščenjem (pilingom), z laserji ali z dermoabrazijo. Globlje brazgotine lahko izrežemo. Široke, plitke brazgotine pa lahko napolnimo z vbrizgavanjem kolagena, kar pa je treba ponavljati vsakih nekaj let.